# Village Island
Village Island ist eine Insel zwischen dem Festland, den Küstenbergen der Northern Pacific Ranges, der kanadischen Provinz British Columbia und der vorgelagerten Insel Vancouver Island. Village Island gehört zur Inselgruppe des Broughton-Archipels und liegt im Regional District of Mount Waddington. Außerdem wird die Insel dem Great Bear Rainforest zugerechnet.
Gemeinden gibt es heute auf der bis zu 5 km langen und bis zu 2,5 km breiten Insel nicht. Daher ist die Insel auch nicht mit einer öffentlichen Fähre erreichbar. Im Westen der Insel befindet jedoch sich ein Indianerreservat, das rund 175 ha große Indian reserve Mahmalillikullah 1 der Mamalilikulla-Qwe'Qwa'Sot'Em. In diesem Reservat liegt auch die ehemalige Hauptsiedlung mit dem Namen Mamalilaculla bzw. auch Meem Quam Leese. Die Siedlung ist jedoch heute verlassen.
Von 1884 bis 1951 waren den First Nations Potlatch-Feiern verboten, manche der dafür verwendeten Kulturgegenstände wurden verbrannt, viele zwangsweise verkauft. 1921 veranstaltete der Häuptling der 'Namgis Dan Crammer auf Village Island ein Potlatch. 1922 drohte daher der Indianeragent William Halliday den Teilnehmern an diesem Potlatch mit Gefängnisstrafen, es sei denn, sie lieferten einige der Kultgegenstände aus. Die Lekwiltok von Quadra Island, aber auch die Mamalilikulla von Village Island und die 'Namgis von Alert Bay erklärten sich damit einverstanden. Halliday sammelte die bei den Tänzen gebrauchten Objekte, wie etwa Masken ein, und ließ sie in der Kirche von Alert Bay ausstellen. Für 291 Dollar verkaufte er 35 dieser Objekte an den amerikanischen Sammler George Heye. Damit handelte er sich allerdings einen Verweis von seinen Vorgesetzten ein, da er die wertvollen Objekte in die USA verkauft hatte. 21 Teilnehmer des Potlatch erklärten sich nicht mit dem „Geschäft“ einverstanden und wurden dafür ins Gefängnis, in das Oakalla Prison in Burnaby, gesperrt. 20 von ihnen wurden zu zwei Monaten Gefängnis verurteilt, der Nimkish Charlie Hunt, der zum zweiten Mal an einer Feier teilgenommen hatte, erhielt sechs Monate.

## Lage
Die Insel liegt am östlichen Ende der Königin-Charlotte-Straße. Innerhalb der Inselgruppe liegt die Insel dann im südlichen Bereich. Nördlich der Insel liegt das westliche Ende des Knight Inlets sowie nördlich davon dann Gilford Island. Südöstlich der Insel liegt Turnour Island und im Südwesten dann Harbledown Island. Westlich liegen einige kleinere Inseln, zu denen auch Swanson Island und Crease Island gehören. Die Inseln und Gewässer westlich von Village Island gehören zu einem großen Teil entweder zum Broughton Archipelago Marine Provincial Park oder zum Schutzgebiet des Broughton Archipelago Conservancy.